# Liste der Monuments historiques in Cazères
Die Liste der Monuments historiques in Cazères führt die Monuments historiques in der französischen Stadt Cazères auf.

## Liste der Bauwerke
| Bezeichnung                       | Beschreibung | Standort                  | Kennzeichnung | Schutzstatus | Datum | Bild           |
| --------------------------------- | ------------ | ------------------------- | ------------- | ------------ | ----- | -------------- |
| Kirche Notre-Dame de l’Assomption |              | (Lage)                    | PA00094312    | Inscrit      | 1926  | weitere Bilder |
| Haus                              |              | 6, rue du Bourguet (Lage) | PA00094313    | Inscrit      | 1973  |                |

## Liste der Objekte

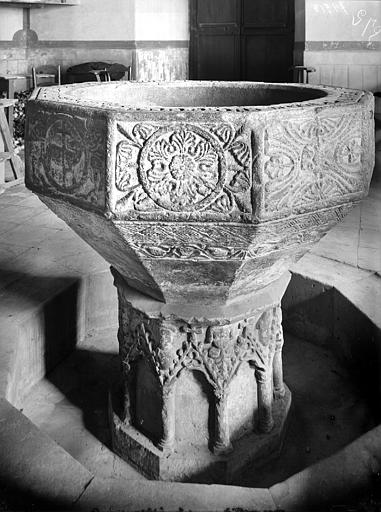
Taufbecken in der Kirche Notre-Dame de l’Assomption aus dem Jahr 1320

- Monuments historiques (Objekte) in Cazères in der Base Palissy des französischen Kultusministeriums